# Geneviève Micheli
Geneviève Micheli (* 21. Januar 1883 in Paris; † 7. Dezember 1961 in Bern) war eine ökumenisch orientierte französische Protestantin, die in der Schweiz wirkte. Sie war Mitgründerin und erste Oberin der Communauté de Grandchamp.

## Leben und Werk

### Familie
Geneviève de Lacroix entstammte väterlicherseits einer französischen katholischen Adelsfamilie und mütterlicherseits einer großbürgerlichen elsässischen Protestantenfamilie. Sie war die jüngere Schwester des Diplomaten Léopold Victor de Lacroix (1878–1948). Sie heiratete 1902 den Genfer Gelehrten und Bibliothekar Leopold Micheli (1877–1910) und bekam drei Kinder. Ihr Sohn Pierre (1905–1989) wurde Schweizer Botschafter in Paris. Ihre Tochter Geneviève Louise Micheli (1908–1995, auch: Geneviève L. Micheli oder Louise Micheli, später: Geneviève Marsh-Micheli), mit der sie nicht verwechselt werden darf, wurde 1939 an der Sorbonne promoviert und machte sich als Gelehrte einen Namen.

### Morges und Grandchamp
Nach dem frühen Unfalltod ihres Mannes wandte sie sich intensiv der Religion zu und wurde 1913 Mitbegründerin der Dames de Morges (Damen von Morges), einer Gemeinschaft verheirateter protestantischer Frauen, die sich zu geistlichen Übungen versammelten. 1928 kam sie in Kontakt mit Marguerite de Beaumont (1895–1986), die ab 1931 am Ort Grandchamp in Areuse (Gemeinde Boudry) im Kanton Neuenburg Exerzitien organisierte, die ersten unter der Leitung von Micheli.

### Paris
Von 1930 bis 1940 war Geneviève Micheli zum Studium in Paris und lernte die Bewegung der Veilleurs (Wächter) um Wilfred Monod kennen, die 1950 zur Gemeinschaft um Antoinette Butte (1898–1986) in Pomeyrol (Saint-Étienne-du-Grès) führte. Sie verkehrte auch in den katholischen Kreisen um Élisabeth de Wavrechin, Lambert Beauduin und Paul Grammont, die ökumenisch orientiert waren. 

### Klosteroberin in Grandchamp
1944 folgte sie dem Ruf, den Marguerite de Beaumont an sie richtete, zur Leitung der seit 1936 in Grandchamp ständig ansässigen Gebetsgemeinschaft. 1952 legte sie zusammen mit den anderen Schwestern ewige Gelübde ab. 1953 übernahm die Frauengemeinschaft die Regeln der Communauté de Taizé, mit der sie seit langem Austausch pflegte, wie auch mit dem ökumenisch ausgerichteten katholischen Priester Paul Couturier aus Lyon und dem orthodoxen Theologen Paul Evdokimov in Paris. 

## Schriften
- Lettre à mes enfants écrite au printemps 1911 à Menton. Les Editions du village épistolaire, Genf 2017.
- (mit Véronique Laufer) Aux origines des "Dames de Morges" et des "Retraites de Grandchamp". Morges 2012.
- Message de Soeur Geneviève Micheli (1883–1961). Communauté de Grandchamp, Areuse 1986.